# アメリカかぶれ (郷ひろみのアルバム)
『アメリカかぶれ』は、1990年6月1日にCBS/SONY RECORDSから発売された郷ひろみが26枚目のオリジナル・アルバム。

## 内容
前作『DRIVING FORCE』から1年ぶりの作品。本作全曲の作詞を秋元康が手掛けている。

## 収録曲
全作詞・日本語詞（2）：秋元康
全編曲：難波正司（11以外）
1. アメリカかぶれ [3:46]
  - 作曲：塩塚博
  - 60thシングルC/W曲・本作表題曲。
2. Wブッキング [4:47]
  - 作詞・作曲：フィリップ・ラビル、ブリス・ホムス、パトリック・ルメートル
  - 60thシングルの表題曲。
3. もう誰も愛さない [4:36]
  - 作曲：松本俊明
  - 後に61stシングルの表題曲としてリカットされた。
4. ナルシシスト [4:59]
  - 作曲：都志見隆
5. 芝浦ゴシップ [3:59]
  - 作曲：見岳章
6. 君以外に好きな人がいる [5:54]
  - 作曲：見岳章
  - 後に61stシングルのC/W曲としてリカットされた。
7. どうする? [4:17]
  - 作曲：塩塚博
8. 81〜eighty one〜 [4:08]
  - 作曲：谷本新
9. いつか愛した女たち [4:18]
  - 作曲：塩塚博
10. ALL MY LIFE [5:44]
  - 作曲：見岳章
11. 空を飛べる子供たち〜Never end of the earth〜 [6:21]
  - 作曲・編曲：小室哲哉

## タイアップ
- 日本テレビ系列金曜ドラマ『刑事貴族パート1』後期前半エンディングテーマ (#3)